# Sakamoto Yosuke
Yosuke Sakamoto (sinh ngày 12 tháng 1 năm 1974) là một cầu thủ bóng đá người Nhật Bản.

## Sự nghiệp câu lạc bộ
Yosuke Sakamoto đã từng chơi cho Kyoto Purple Sanga.

## Thống kê câu lạc bộ

### J.League
| Đội                | Năm       | J.League | J.League | J.League Cup | J.League Cup | Tổng cộng | Tổng cộng |
| Đội                | Năm       | Trận     | Bàn      | Trận         | Bàn          | Trận      | Bàn       |
| ------------------ | --------- | -------- | -------- | ------------ | ------------ | --------- | --------- |
| Kyoto Purple Sanga | 1996      | 7        | 0        | 0            | 0            | 7         | 0         |
| Tổng cộng          | Tổng cộng | 7        | 0        | 0            | 0            | 7         | 0         |